# Spadella angulata
Spadella angulata är en djurart som tillhör fylumet pilmaskar, och som beskrevs av Takasi Tokioka 1951. Spadella angulata ingår i släktet Spadella och familjen Spadellidae. Inga underarter finns listade i Catalogue of Life.